# 三療師
三療師（さんりょうし）・鍼灸マッサージ師（しんきゅうマッサージし）・あはき師（あはきし）は、あん摩マッサージ指圧師とはり師ときゅう師の国家資格を所持している者を指す。あん摩マッサージ指圧師とはり師ときゅう師は別々の国家資格であるが、同じ三療師養成施設で単位を取得し卒業することで三者を受験できる。
三療師という名称は、現在の法制度上では存在しない。
あん摩マッサージ指圧師（あんまマッサージしあつし、英：Masseur）は、「あん摩マツサージ指圧師、はり師、きゆう師等に関する法律」によるあん摩マッサージ指圧師国家試験に合格した者をいい、はり師（はりし、英: Acupuncturist）は、「あん摩マツサージ指圧師、はり師、きゆう師等に関する法律」によるはり師国家試験に合格した者をいい、きゅう師（きゅうし、英: Moxibutionist）は、「あん摩マツサージ指圧師、はり師、きゆう師等に関する法律」によるきゅう師国家試験に合格した者をいう。
あはき師は「あんま」、「はり」、「きゅう」の頭文字に由来する呼称。

## 三療免許を持つ有名人
- 戸川夏也（AV男優）
- 宮本英治（プロ野球コーチ）
- 河野徳良（大学教員）
- 澤登拓（フレアス創業者・社長CEO）
- 中野喜文（日本自転車競技連盟強化支援スタッフ）